# Villa Colonna Bandini
Die Villa Colonna Bandini ist ein Landhaus aus dem 19. Jahrhundert zwischen den Colli Aminei und dem Capodimonte im Viertel Stella der Stadt Neapel in der italienischen Region Kampanien. Es liegt am Viale Colle Aminei.

## Geschichte
Anfang des 19. Jahrhunderts ließen die Bourbonen das Landhaus als Jagdschlösschen zusätzlich zur Reggia di Capodimonte errichten. 1829 kaufte es die Prinzessin Bianca Doria Colonna aus Avella.
In dieser Zeit wurde es vom Architekten Antonio Niccolini aus Florenz im klassizistischen Stil umgestaltet.

## Beschreibung
Die Hauptfassade nach Süden zeigt eine Kolonnade und ein Tympanon zum Terrassengarten hin. Der Park der Villa besteht aus Bäumen, die auch aus Chile, Mexiko und Südafrika kommen.